# ديميتريس ديامانتيديس
ديميتريس ديامانتيديس (باليونانية: Δημήτρης Διαμαντίδης)‏ مواليد 6 مايو 1980 في كاستوريا، هو لاعب كرة سلة يوناني معتزل. بدأ مسيرته الاحترافية في سنة 1999. يبلغ طوله 6 قدم 5 بوصة (2.0 م). مثّل منتخب بلاده. شارك في دورة الألعاب الأولمبية الصيفية سنة 2004. حقق المركز الأول في بطولة أمم أوروبا لكرة السلة 2005. اعتزل اللعب في 2016.

## سجل المنافسة
شارك في المنافسات التالية:
- بطولة أمم أوروبا لكرة السلة 2005
- الألعاب الأولمبية الصيفية 2004
- الألعاب الأولمبية الصيفية 2008

## الميداليات
| الميدالية | المسابقة                         |
| --------- | -------------------------------- |
| ذهبية     | بطولة أمم أوروبا لكرة السلة 2005 |
| فضية      | بطولة كأس العالم لكرة السلة 2006 |

## إحصائيات المسيرة
| † | يشير إلى المواسم التي فاز فيها بالبطولة |

|  | تصدر الدوري |

### الدوري الأوروبي
| السنة                                | الفريق                       | لعب | بدأ | دقيقة | ميداني% | ثلاثية | حرة  | ارتداد | صنع | استلاب | تصدي | نقطة | أداء |
| ------------------------------------ | ---------------------------- | --- | --- | ----- | ------- | ------ | ---- | ------ | --- | ------ | ---- | ---- | ---- |
| الدوري الأوروبي لكرة السلة 2004-05   | نادي باناثينايكوس لكرة السلة | 25  | 20  | 27.4  | .544    | .467   | .709 | 3.7    | 3.1 | 2.0    | .6   | 8.5  | 12.5 |
| الدوري الأوروبي لكرة السلة 2005–06   | نادي باناثينايكوس لكرة السلة | 23  | 22  | 30.1  | .492    | .269   | .785 | 4.5    | 2.9 | 2.3    | .8   | 8.7  | 13.1 |
| الدوري الأوروبي لكرة السلة 2006-07†  | نادي باناثينايكوس لكرة السلة | 24  | 24  | 29.1  | .489    | .460   | .780 | 3.9    | 3.9 | 2.2    | .6   | 8.9  | 14.3 |
| الدوري الأوروبي لكرة السلة 2007-08   | نادي باناثينايكوس لكرة السلة | 19  | 19  | 30.9  | .484    | .435   | .769 | 5.3    | 3.3 | 1.8    | .7   | 8.5  | 15.1 |
| الدوري الأوروبي لكرة السلة 2008-09†  | نادي باناثينايكوس لكرة السلة | 21  | 12  | 27.3  | .486    | .441   | .863 | 4.4    | 3.1 | 1.5    | .5   | 8.5  | 14.0 |
| الدوري الأوروبي لكرة السلة 2009-10   | نادي باناثينايكوس لكرة السلة | 12  | 9   | 26.7  | .559    | .516   | .738 | 2.9    | 3.3 | 1.5    | .3   | 9.4  | 13.7 |
| الدوري الأوروبي لكرة السلة 2010-11†  | نادي باناثينايكوس لكرة السلة | 22  | 21  | 30.5  | .433    | .370   | .872 | 3.9    | 6.2 | 1.6    | .1   | 12.5 | 18.5 |
| الدوري الأوروبي لكرة السلة 2011-12   | نادي باناثينايكوس لكرة السلة | 23  | 21  | 30.0  | .448    | .425   | .882 | 3.7    | 4.8 | 1.5    | .5   | 11.5 | 16.4 |
| الدوري الأوروبي لكرة السلة 2012-2013 | نادي باناثينايكوس لكرة السلة | 27  | 25  | 31.5  | .368    | .315   | .712 | 3.4    | 5.8 | 1.4    | .4   | 8.1  | 13.1 |
| الدوري الأوروبي لكرة السلة 2013-2014 | نادي باناثينايكوس لكرة السلة | 29  | 27  | 31.2  | .324    | .283   | .763 | 2.4    | 6.2 | 1.4    | .1   | 8.9  | 12.8 |
| الدوري الأوروبي لكرة السلة 2014-2015 | نادي باناثينايكوس لكرة السلة | 27  | 27  | 27.3  | .410    | .379   | .814 | 2.3    | 5.9 | .9     | .3   | 8.0  | 12.1 |
| الدوري الأوروبي لكرة السلة 2015-2016 | نادي باناثينايكوس لكرة السلة | 26  | 1   | 21.2  | .459    | .376   | .827 | 2.3    | 4.2 | .8     | .2   | 7.2  | 10.3 |
| المسيرة                              |                              | 278 | 228 | 28.7  | .442    | .375   | .795 | 3.5    | 4.5 | 1.6    | .4   | 9.0  | 13.7 |

## روابط خارجية
- ديميتريس ديامانتيديس على موقع الاتحاد الدولي لكرة السلة (الإنجليزية)
- ديميتريس ديامانتيديس على موقع الدوري الأوروبي لكرة السلة (الإنجليزية)
- ديميتريس ديامانتيديس على موقع كرة السلة الأوروبية.كوم (الإنجليزية)
- ديميتريس ديامانتيديس على موقع DraftExpress.com (الإنجليزية)
- ديميتريس ديامانتيديس على موقع ريلجم (الإنجليزية)
- ديميتريس ديامانتيديس على موقع بروبوليرز (الإنجليزية)
- ديميتريس ديامانتيديس على موقع سبورتس رفرنس (الإنجليزية)
- ديميتريس ديامانتيديس على موقع أوليمبيديا (الإنجليزية)